# Scena to dziwna... 1980–2001
Scena to dziwna... 1980–2001 – pięć płyt DVD wydanych w zestawie oraz oddzielnie w 2008 roku przez Metal Mind Productions. Wydawnictwo zawiera materiały z całej kariery artystycznej Jacka Kaczmarskiego – począwszy od nagrań najstarszych (z 1980 i 1981 roku) aż po występ z 2001 roku. Wśród prezentowanych nagrań jest między innymi słynny recital Live ’90 (zarejestrowany na XXVI Studenckim Festiwalu Piosenki w Krakowie), program Wojna postu z karnawałem (koncert z Filharmonii Narodowej), cykl pastorałek Szukamy stajenki oraz wiele innych krótszych recitali.
Album uzyskał certyfikat złotej płyty DVD w 2008 roku.

## Zawartość zestawu[1]
Wydawnictwo zawiera łącznie dziesięć godzin nagrań video z Jackiem Kaczmarskim.
- DVD 1: Kosmopolak
- DVD 2: Live ’90
- DVD 3: Wojna postu z karnawałem
- DVD 4: Powrót bardów
- DVD 5: Dwie skały

## DVD 1: Kosmopolak[1]
Na zawartość pierwszej płyty składają się materiały pochodzące sprzed 13 grudnia 1981 roku, zapis paryskiego koncertu zagranego u księży pallotynów z 1988 roku oraz kilka nagrań z drugiej połowy lat dziewięćdziesiątych. Pierwszym z nagrań zarejestrowanych przed wprowadzeniem stanu wojennego jest fragment programu telewizyjnego poświęconego Włodzimierzowi Wysockiemu, w którym Jacek Kaczmarski śpiewa Obławę. Drugim bezcennym materiałem jest zapis czterech utworów Tria Gintrowski Kaczmarski Łapiński zarejestrowany przed wyjazdem do Francji. Znajduje się także nagranie Epitafium dla Włodzimierza Wysockiego z festiwalu w Opolu z 1981 roku.
Pozostałe materiały pochodzą z drugiej połowy lat 90. – zarejestrowane w studiu Telewizji Polskiej nagranie piosenek Kasandra, Wróżba oraz Nadzieja śmiełowska, dwudziestominutowy recital, który odbył się w ramach imprezy „Wieczór trzech Jacków” oraz Polonez biesiadny – utwór został napisany wspólnie specjalnie na potrzeby programu „Dwie Sarmacje”, w którym Kaczmarski wraz z Jackiem Kowalskim występował.
Wykonawcy:
- Jacek Kaczmarski – śpiew, gitara
- Przemysław Gintrowski – śpiew (21-24), gitara (21-25)
- Zbigniew Łapiński – fortepian (21-25)
- Jacek Kowalski – śpiew, gitara (33)

Słowa:
- Jacek Kaczmarski
- Jacek Kaczmarski wg W. Wysockiego (20),
- Jacek Kaczmarski, Jacek Kowalski (33)

Muzyka:
- Jacek Kaczmarski (1-11, 13-17, 19, 20, 25-27, 29-33)
- muz. tradycyjna (12)
- Jan Krzysztof Kelus (18)
- Zbigniew Łapiński (21)
- Jacek Majewski (28)
- Przemysław Gintrowski (22-24)

### Kaczmarski u księży pallotynów (Paryż, grudzień 1988)
| Lp. | Tytuł                            | Długość |
| --- | -------------------------------- | ------- |
| 1.  | „Tradycja”                       | 02:20   |
| 2.  | „Starość Owidiusza”              | 03:23   |
| 3.  | „Ostatnie dni Norwida”           | 02:39   |
| 4.  | „Witkacy do kraju wraca”         | 02:23   |
| 5.  | „Ballada wrześniowa”             | 01:56   |
| 6.  | „Katyń”                          | 04:00   |
| 7.  | „Czołg”                          | 01:42   |
| 8.  | „Barykada (Śmierć Baczyńskiego)” | 02:27   |
| 9.  | „Jałta”                          | 03:31   |
| 10. | „Opowieść pewnego emigranta”     | 02:47   |
| 11. | „Nasza klasa”                    | 03:47   |
| 12. | „Rozbite oddziały”               | 02:08   |
| 13. | „Rehabilitacja komunistów”       | 01:41   |
| 14. | „Zmartwychwstanie Mandelsztama”  | 02:27   |
| 15. | „Widzenie”                       | 02:13   |
| 16. | „Ofiara”                         | 04:40   |
| 17. | „Rublow”                         | 05:09   |
| 18. | „Powrót sentymentalnej panny S.” | 02:54   |
| 19. | „Limeryki o narodach”            | 07:00   |

### Z programu TV o Włodzimierzu Wysockim (studio TVP, Warszawa, 1980)
| Lp. | Tytuł    | Długość |
| --- | -------- | ------- |
| 20. | „Obława” | 02:30   |

### „Ciąg dalszy nastąpi…” (Kraków, wrzesień 1981)
| Lp. | Tytuł              | Długość |
| --- | ------------------ | ------- |
| 21. | „Somosierra”       | 02:10   |
| 22. | „Bal u Pana Boga”  | 02:55   |
| 23. | „Rzeź niewiniątek” | 02:07   |
| 24. | „Powrót”           | 05:43   |

### XIX KFPP Opole ’81 – z koncertu laureatów
| Lp. | Tytuł                                   | Długość |
| --- | --------------------------------------- | ------- |
| 25. | „Epitafium dla Włodzimierza Wysockiego” | 08:44   |

### Tele Rinn (studio TVP, Warszawa, 1995)
| Lp. | Tytuł                 | Długość |
| --- | --------------------- | ------- |
| 26. | „Kasandra”            | 02:31   |
| 27. | „Wróżba”              | 02:10   |
| 28. | „Nadzieja śmiełowska” | 03:29   |

### Kaczmarski – minirecital (XXXI SFP, Kraków, 1995)
| Lp. | Tytuł                                   | Długość |
| --- | --------------------------------------- | ------- |
| 29. | „Warchoł”                               | 03:04   |
| 30. | „Kara Barabasza”                        | 03:04   |
| 31. | „Rublow”                                | 05:11   |
| 32. | „Epitafium dla Włodzimierza Wysockiego” | 08:35   |

### Z programu „Dwie Sarmacje” (TVP Poznań, 19 stycznia 1995)
| Lp. | Tytuł               | Długość |
| --- | ------------------- | ------- |
| 33. | „Polonez biesiadny” | 03:34   |

## DVD 2: Live ’90[1]
Płyta zawiera nagranie koncertu Jacka Kaczmarskiego, który miał miejsce w na 26. Studenckim Festiwalu Piosenki w Krakowie 17 maja 1990 roku, a dodatkowo – reportaż z występu artysty w Sali Kongresowej, który odbył się 25 maja 1990 roku. Oba koncerty odbyły się ramach trasy koncertowej Live – pierwszej po powrocie artysty do Polski po dziewięciu latach emigracji.
Wykonawcy:
- Jacek Kaczmarski – śpiew, gitara
- Zbigniew Łapiński – fortepian

Słowa:
- Jacek Kaczmarski,
- Jacek Kaczmarski wg W. Wysockiego (15, 16)

Muzyka:
- Jacek Kaczmarski (1-17, 20-27, 29)
- muz. tradycyjna (18),
- Lluís Llach y Grande (19)
- Jan Krzysztof Kelus (28)

### Live '90 (XXVI SFP, Kraków, 17 maja 1990)
| Lp. | Tytuł                                    | Długość |
| --- | ---------------------------------------- | ------- |
| 1.  | „Nasza klasa”                            | 05:30   |
| 2.  | „Litania”                                | 02:45   |
| 3.  | „Przejście Polaków przez Morze Czerwone” | 03:51   |
| 4.  | „Encore, jeszcze raz”                    | 05:13   |
| 5.  | „Głupi Jasio”                            | 04:24   |
| 6.  | „Tradycja”                               | 02:22   |
| 7.  | „Pan Kmicic”                             | 03:55   |
| 8.  | „Epitafium dla Brunona Jasieńskiego”     | 04:41   |
| 9.  | „Ballada wrześniowa”                     | 02:27   |
| 10. | „Katyń”                                  | 04:23   |
| 11. | „Barykada (Śmierć Baczyńskiego)”         | 03:12   |
| 12. | „Czołg”                                  | 02:26   |
| 13. | „Jałta”                                  | 03:52   |
| 14. | „Opowieść pewnego emigranta”             | 03:00   |
| 15. | „Obława”                                 | 02:44   |
| 16. | „Obława II”                              | 02:30   |
| 17. | „Obława III”                             | 02:42   |
| 18. | „Rozbite oddziały”                       | 02:55   |
| 19. | „Mury”                                   | 05:16   |
| 20. | „Zmartwychwstanie Mandelsztama”          | 02:57   |
| 21. | „Zbroja”                                 | 05:04   |
| 22. | „Źródło”                                 | 04:51   |
| 23. | „Epitafium dla Włodzimierza Wysockiego”  | 08:53   |
| 24. | „Konfesjonał”                            | 05:26   |

### Kaczmarski w Sali Kongresowej (Warszawa, 25 maja 1990)
| Lp. | Tytuł                            | Długość |
| --- | -------------------------------- | ------- |
| 25. | „Nasza klasa”                    | 06:28   |
| 26. | „Litania”                        | 03:42   |
| 27. | „Pan Kmicic”                     | 03:59   |
| 28. | „Powrót sentymentalnej panny S.” | 03:51   |
| 29. | „Źródło”                         | 04:48   |

## DVD 3: Wojna postu z karnawałem[1]
Materiał prezentowany na płycie pochodzi z koncertowego wykonania programu Wojna postu z karnawałem z Filharmonii Narodowej. Utwory z programu nieudostępnione przez TVP pochodzą z prywatnego archiwum i są w gorszej jakości technicznej. Jako dodatek na płycie znajduje się zapis fragmentu programu Sarmatia. Materiał zarejestrowano w studiu Telewizji Polskiej, następnie podzielono go na dwie części i tak emitowano. Zaprezentowana została tylko jedna część, ponieważ druga zaginęła.
Wykonawcy:
- Jacek Kaczmarski – śpiew, gitara
- Zbigniew Łapiński – śpiew, fortepian
- Przemysław Gintrowski – śpiew, gitara (1-23)

Słowa: Jacek Kaczmarski
Muzyka:
- Jacek Kaczmarski (1, 3, 8, 10, 13, 21, 22, 24, 26, 29, 30)
- Przemysław Gintrowski (2, 5, 7, 11, 14, 15, 17, 19, 23)
- Zbigniew Łapiński (4, 6, 9, 12, 16, 18, 20, 25, 27, 28)

### Wojna postu z karnawałem (Filharmonia Narodowa, 19 listopada 1992)
| Lp. | Tytuł                                   | Długość |
| --- | --------------------------------------- | ------- |
| 1.  | „Antylitania na czasy przejściowe”      | 03:37   |
| 2.  | „Kuglarze”                              | 05:58   |
| 3.  | „Wojna postu z karnawałem”              | 03:18   |
| 4.  | „Poranek”                               | 03:49   |
| 5.  | „Astrolog”                              | 03:29   |
| 6.  | „Bankierzy”                             | 02:50   |
| 7.  | „Syn marnotrawny”                       | 03:18   |
| 8.  | „Cromwell”                              | 03:23   |
| 9.  | „Bajka średniowieczna”                  | 01:54   |
| 10. | „Szulerzy”                              | 02:23   |
| 11. | „Ja”                                    | 05:25   |
| 12. | „Portret zbiorowy w zabytkowym wnętrzu” | 03:14   |
| 13. | „Marcin Luter”                          | 03:30   |
| 14. | „Włóczędzy”                             | 03:27   |
| 15. | „Pejzaż zimowy”                         | 03:25   |
| 16. | „Koniec wojny trzydziestoletniej”       | 03:39   |
| 17. | „Siedem grzechów głównych”              | 03:49   |
| 18. | „Rozmowa”                               | 03:54   |
| 19. | „Kantyczka z lotu ptaka”                | 06:14   |

### Wojna postu z karnawałem – uzupełnienie (Filharmonia Narodowa, 19 listopada 1992)
| Lp. | Tytuł                                      | Długość |
| --- | ------------------------------------------ | ------- |
| 20. | „Epitafium dla Sowizdrzała”                | 05:17   |
| 21. | „Portret zbiorowy we wnętrzu – Dom Opieki” | 04:39   |
| 22. | „Jan Kochanowski”                          | 06:53   |
| 23. | „Zbigniewowi Herbertowi”                   | 03:32   |

### Sarmatia (studio TVP, Warszawa, 1994)
| Lp. | Tytuł                                 | Długość |
| --- | ------------------------------------- | ------- |
| 24. | „Na starej mapie krajobraz utopijny”  | 06:05   |
| 25. | „Dobre rady Pana Ojca”                | 03:16   |
| 26. | „Pana-Rejowe gadanie”                 | 03:18   |
| 27. | „Z pasa słuckiego pożytek”            | 02:20   |
| 28. | „Czary skuteczne na swary odwieczne”  | 02:55   |
| 29. | „Warchoł”                             | 02:56   |
| 30. | „Według Gombrowicza narodu obrażanie” | 04:05   |

## DVD 4: Powrót bardów[1]
Płyta zawiera dwa obszerniejsze materiały oraz bonusowe nagranie pojedynczej piosenki w wykonaniu Przemysława Gintrowskiego. Pierwszym z głównych materiałów jest nagranie pochodzące z dwóch odcinków cyklicznego programu TVP, emitowanego w pierwszej połowie lat 90., noszącego tytuł „Powrót bardów”. W pierwszym z prezentowanych odcinków występuje trio Kaczmarski, Gintrowski, Łapiński, w drugim Kaczmarskiemu towarzyszy Zbigniew Łapiński. Nagrania zarejestrowano na przełomie 1992 i 1993 roku. Kolejne nagranie jest zapisem koncertu na którym grano program Szukamy stajenki w Górze Kalwarii w grudniu 1993 roku.
Bonusowym nagraniem zamieszczonym na płycie jest Kredka Kramsztyka – utwór poświęcony artyście żydowskiego pochodzenia, który zginął w getcie warszawskim w 1942 roku, napisany przez Jacka Kaczmarskiego specjalnie dla Przemysława Gintrowskiego i przez tego drugiego nagrany dla TVP.
Wykonawcy:
- Jacek Kaczmarski – śpiew, gitara (oprócz 28)
- Zbigniew Łapiński – śpiew (1-7, 15-27), fortepian (1-27)
- Przemysław Gintrowski – śpiew (1-7, 28), gitara (1-7), instrumenty klawiszowe (28)

Słowa:
- Jacek Kaczmarski (2-28)
- Natan Tenenbaum (1)

Muzyka:
- Jacek Kaczmarski (8-15, 22, 23, 26)
- Przemysław Gintrowski (1, 3, 4, 7, 28)
- Zbigniew Łapiński (2, 6, 16-21, 24, 25, 27)
- Lluís Llach y Grande (5)

### Powrót bardów (Stara Prochownia, Warszawa, 1992)
| Lp. | Tytuł                            | Długość |
| --- | -------------------------------- | ------- |
| 1.  | „Modlitwa o wschodzie słońca”    | 03:09   |
| 2.  | „Wigilia na Syberii”             | 05:28   |
| 3.  | „Posiłek”                        | 04:19   |
| 4.  | „Arka Noego”                     | 03:37   |
| 5.  | „Mury”                           | 05:22   |
| 6.  | „Bajka średniowieczna”           | 02:17   |
| 7.  | „Kantyczka z lotu ptaka”         | 04:50   |
| 8.  | „Głupi Jasio”                    | 04:44   |
| 9.  | „Tradycja”                       | 02:41   |
| 10. | „Pan Kmicic”                     | 03:53   |
| 11. | „Lalka, czyli polski pozytywizm” | 04:01   |
| 12. | „Zbroja”                         | 04:58   |
| 13. | „Jan Kochanowski”                | 05:57   |
| 14. | „Limeryki o narodach”            | 06:56   |

### Szukamy stajenki (Góra Kalwaria, grudzień 1993)
| Lp. | Tytuł                                | Długość |
| --- | ------------------------------------ | ------- |
| 15. | „W deszczu gwiazd…”                  | 02:18   |
| 16. | „Scena to dziwna…”                   | 02:58   |
| 17. | „Jak długo grać będą…”               | 02:59   |
| 18. | „Tyle złota i purpury…”              | 03:00   |
| 19. | „Kolęda barokowa”                    | 03:40   |
| 20. | „Zrodził się dzieciaczek…”           | 03:40   |
| 21. | „Nie widzą, nie wiedzą…”             | 04:27   |
| 22. | „Odmiennych mową, wiarą, obyczajem…” | 03:02   |
| 23. | „Nad uśpioną Galileą…”               | 02:41   |
| 24. | „Kolęda ludowa”                      | 02:18   |
| 25. | „Kołysanka”                          | 03:28   |
| 26. | „Ilu nas w ciszy…”                   | 02:45   |
| 27. | „W kołysce Ziemi Obiecanej…”         | 03:39   |

### Przemysław Gintrowski (Polamer – studio TV, Warszawa, 1994)
| Lp. | Tytuł               | Długość |
| --- | ------------------- | ------- |
| 28. | „Kredka Kramsztyka” | 18:30   |

## DVD 5: Dwie skały[1]
Na tę płytę składa się reportaż poświęcony triu Kaczmarski, Gintrowski, Łapiński oraz nagrania z trzech recitali Jacka Kaczmarskiego. Pierwszym materiałem umieszczonym na płycie jest reportaż pod tytułem „Wieczór trzech bardów”, okraszony fragmentami nagrań z ostatniego wspólnego koncertu Tria z warszawskiego Teatru Roma. Kolejny materiał to zapis koncertu, który odbył się w ramach olsztyńskiego festiwalu „Śpiewajmy Poezję” w 1997 roku. Zawiera on między innymi piosenki z powstającego w tym czasie programu Między nami. Zawartość drugiego z recitali, zarejestrowanego w warszawskiej Piwnicy Artystycznej „Pod Harendą” jesienią 2000 roku, wypełniają fragmenty programu Dwie skały. Trzeci materiał to dwie piosenki pochodzące z programu Mimochodem, wykonane podczas 37. Studenckiego Festiwalu Piosenki w Krakowie.
Wykonawcy:
- Jacek Kaczmarski – śpiew, gitara
- Przemysław Gintrowski – śpiew, gitara (1-11)
- Zbigniew Łapiński – śpiew, fortepian (1-11)

Słowa:
- Jacek Kaczmarski (1-4, 6, 8, 9, 11-28)
- Zbigniew Herbert (5, 7)
- Krzysztof Maria Sieniawski (10)

Muzyka:
- Jacek Kaczmarski (2, 8, 12-29)
- Przemysław Gintrowski (4, 5, 7, 9-11)
- Zbigniew Łapiński (3, 6)
- Lluís Llach y Grande (1)

### Wieczór trzech bardów (Teatr Roma, Warszawa, wrzesień 1999)
| Lp. | Tytuł                      | Długość |
| --- | -------------------------- | ------- |
| 1.  | „Mury”                     | 14:14   |
| 2.  | „Krajobraz po uczcie”      | 05:59   |
| 3.  | „Dylemat”                  | 02:31   |
| 4.  | „Syn marnotrawny”          | 04:17   |
| 5.  | „Cesarz”                   | 02:42   |
| 6.  | „Wiosna 1905”              | 03:45   |
| 7.  | „Mur”                      | 02:17   |
| 8.  | „Wojna postu z karnawałem” | 02:40   |
| 9.  | „Kantyczka z lotu ptaka”   | 05:08   |
| 10. | „Śmiech”                   | 04:18   |
| 11. | „Ja”                       | 04:09   |

### Kaczmarski – minirecital („Śpiewajmy Poezję”, Olsztyn, 1997)
| Lp. | Tytuł                   | Długość |
| --- | ----------------------- | ------- |
| 12. | „Nasza klasa”           | 04:06   |
| 13. | „Nasza klasa ’92”       | 03:17   |
| 14. | „Kwestia odwagi”        | 03:00   |
| 15. | „Wyschnięte strumienie” | 02:02   |
| 16. | „Pożegnanie Okudżawy”   | 04:23   |
| 17. | „Między nami”           | 04:24   |
| 18. | „Niech…”                | 05:00   |
| 19. | „Obława”                | 03:25   |

### Dwie skały (Klub Harenda, Warszawa, listopad 2000)
| Lp. | Tytuł                                           | Długość |
| --- | ----------------------------------------------- | ------- |
| 20. | „Wakacyjna przypowieść z metafizycznym morałem” | 03:39   |
| 21. | „Dwie skały”                                    | 03:13   |
| 22. | „Sąd nad Goyą”                                  | 04:09   |
| 23. | „Romantyczność (Do sztambucha)”                 | 03:34   |
| 24. | „Czerwcowy wicher przy kominku”                 | 03:51   |
| 25. | „Śniadanie z Bogiem”                            | 04:31   |
| 26. | „Tren spadkobierców”                            | 03:33   |
| 27. | „Powtórka z Odysei”                             | 03:53   |

### Kaczmarski – jubileusz 25-lecia działalności artystycznej (XXXVII SFP, Kraków, 2001)
| Lp. | Tytuł                                                 | Długość |
| --- | ----------------------------------------------------- | ------- |
| 28. | „Legenda o miłości”                                   | 04:27   |
| 29. | „Przypowieść na własne czterdzieste czwarte urodziny” | 04:28   |

## Wydania[1]
- 2008 – Metal Mind Productions (nr kat. MMP5DVDBOX001)
- 2009 – Metal Mind Productions, Kosmopolak jako osobna płyta DVD (nr kat. MMPDVD0155)
- 2009 – Metal Mind Productions, Live ′90 jako osobna płyta DVD (nr kat. MMPDVD0156)
- 2009 – Metal Mind Productions, Wojna postu z karnawałem jako osobna płyta DVD (nr kat. MMPDVD0157)
- 2009 – Metal Mind Productions, Powrót bardów jako osobna płyta DVD (nr kat. MMPDVD0158)
- 2009 – Metal Mind Productions, Dwie skały jako osobna płyta DVD (nr kat. MMPDVD0159)